# Чирки (Таборинський район)
Чирки́ (рос. Чирки) — присілок у складі Таборинського району Свердловської області. Входить до складу Унже-Павинського сільського поселення.
Населення — 3 особи (2010, 5 у 2002).
Національний склад населення станом на 2002 рік: росіяни — 100 %.